# Dina Medina
Dina Medina (Schiedam, 7 april 1975) is een Nederlandse zangeres van Kaapverdische afkomst. Ze zingt vooral in de muziekstijl morna.  

## Biografie
Medina groeit in Schiedam op in een Kaapverdisch gezin. Ze is sinds haar twaalfde zangeres geweest in diverse Kaapverdische bands. Ze volgde in Rotterdam de havo voor muziek en dans en de vooropleiding van het conservatorium. 
Medina was onder andere leadzangeres van Splash! en CaboCubaJazz. Met deze laatste groep gaf ze optredens op onder andere het North Sea Jazz Festival. Ook zong ze in Gil Semedo's groep Gil & The Perfects. Daarnaast bracht ze diverse solo-albums uit. 
Medina werd op haar albums vergezeld door onder andere het Metropole Orkest, Fernando Lameirinhas, Hans Dulfer, Gil Semedo, Suzanna Lubrano, Sara Tavares en Mola Sylla. Ze gaf optredens met onder andere Bana en Nynke Laverman en stond in grote concertzalen als het Koninklijk Concertgebouw, De Doelen en Vredenburg. 
Ook werkte ze samen met Fernando Lameirinhas voor hun theatertour 'Morna Fado', waarbij Medina morna zong en Fernando Lameirinhas fado. Medina werkte op haar beurt mee aan het album Eterno van Fernando Lameirinhas.  
Dina Medina was succesvol in de Kaapverdische en Portugeestalige gemeenschappen in Nederland, Kaapverdië en andere landen. Ze gaf optredens in Kaapverdië, Portugal, Angola, de Verenigde Staten, Senegal, Mozambique, Spanje en Italië.  
In 2012 won ze de prijs voor beste zangeres bij de Cabo Verde Music Awards in Kaapverdië.

## Discografie

#### Solo
- Paixão e Coração (1995)
- Separação (1997)
- Mornamente (2010)
- Pegam na Mô (2015)

### Splash!
- Simplicidade (1996)
- Contradição (2001)

### CaboCubaJazz
- Rikeza y valor (2011)
- Corason africano (2017)